# Dualidad de Poincaré
En matemáticas, el teorema de la dualidad de Poincaré es un resultado básico en la estructura de los grupos de homología y de cohomología de variedades. Afirma que si M es una variedad orientada compacta n-dimensional, entonces el k-ésimo grupo de cohomología de M es isomorfo al (n-k)-ésimo grupo de homología de M, para todos los números enteros k. Establece, además, que si se utilizan la homología y la cohomología mod 2, entonces la asunción de orientabilidad puede ser omitida.

## Historia
Una forma de la dualidad de Poincaré fue establecida primero, sin prueba, por Henri Poincaré en 1893. Fue establecida en términos de los números de Betti: El k-ésimo y (n-k)-ésimo números de Betti de una variedad orientable cerrada (es decir compacta y sin borde) son iguales. El concepto de cohomología estaba en aquella época a más de 40 años de ser clarificado. En su 'documento' de 1895, Análisis Situs, Poincaré intentó probar el teorema usando la teoría topológica de la intersección, que él había inventado. La crítica de su trabajo por Poul Heegaard lo condujo a captar que su prueba estaba seriamente incompleta. En los primeros dos complementos al Análisis Situs, Poincaré dio una nueva prueba en términos de triangulaciones duales.
La dualidad de Poincaré no adquirió su forma moderna hasta el advenimiento de la cohomología en los años 30, cuando Eduard Cech y Hassler Whitney inventaron los productos cup & cap (capa y copa) y formularon la dualidad de Poincaré en estos nuevos términos.

## Estructuras celulares duales
La dualidad de Poincaré clásica fue pensada en términos de las triangulaciones duales, que son generalizaciones de poliedros duales. Dada una triangulación X una variedad n-dimensional M, uno substituye cada k- simplex con una (n-k)-célula para producir una nueva descomposición Y de M. Si cada (n-k)-célula es efectivamente un simplex entonces se dice que Y es la triangulación dual de X. Considerando un tetraedro como triangulación de la 2-esfera, la triangulación dual del tetraedro es otro tetraedro. Esta construcción no necesariamente da otra triangulación, como muestran los ejemplos del octaedro y del icosaedro. Poincaré utilizó un método (no enteramente correcto) que implicaba subdivisión baricéntrica para demostrar que podemos obtener siempre una triangulación dual para las variedades orientadas compactas.
En términos más exactos, se puede describir el dual de una triangulación X como una triangulación Y tal que dado un k-simplex α en X, hay un (n-k)-simplex en Y cuyo número de intersección con α es 1, y tal que el número de intersección de α con cualquier otro (n -k)-simplex de Y es 0.
El operador de borde en un complejo de cadena puede ser visto como una matriz. Sea M una n-variedad cerrada, X una triangulación de M, y Y la triangulación dual de X. Entonces se puede demostrar que el operador de borde
{\displaystyle C_{p}(X)\to C_{p-1}(X)}
es el traspuesto del operador de borde
{\displaystyle C_{n-p+1}(Y)\to C_{n-p}(Y)}
Usando el hecho de que los grupos de homología de una variedad son independientes de la triangulación que los computa, se puede demostrar fácilmente que los k-ésimo y (n-k)-ésimo números de Betti de M son iguales.

## Formulación moderna
La presentación moderna del teorema de dualidad de Poincaré es en términos de la homología y de la cohomología: si M es una n-variedad cerrada orientada, y k es un número entero, entonces hay un isomorfismo canónico definido del k-ésimo grupo de homología Hk(M) al (n-k)-ésimo grupo de cohomología Hn-k(M). (aquí, la homología y la cohomología se toman con coeficientes en el anillo de los números enteros, pero el isomorfismo se sostiene para cualquier anillo de coeficientes.) Específicamente, se mapea un elemento de Hk(M) a su producto cap con una clase fundamental de M, que existirá para M orientado.
Se definen a los grupos de homología y cohomología como cero para los grados negativos, así que la dualidad de Poincaré en particular implica que los grupos de homología y cohomología de las n-variedades cerradas orientables - son cero para los grados mayores que n.

### Naturalidad
Obsérvese que Hk es un funtor contravariante mientras que el Hn-k es covariante. La familia de isomorfismos
DM: Hk (M) → Hn-k(M)
es natural en el sentido siguiente: si
f: M → N

es una función continua entre dos n- variedades orientadas que sea compatible con la orientación, es decir que mapea la clase fundamental de M a la clase fundamental de N, entonces
DN = f* DM f*,

donde f * y f* son las funciones inducidas por f en homología y cohomología, respectivamente.

## Generalizaciones y resultados relacionados
El teorema de dualidad de Poincaré-Lefschetz es un generalización para las variedades con borde. En el caso no-orientable, considerando el haz de orientaciones locales, se puede dar una presentación que sea independiente de la orientabilidad.
Con el desarrollo de la teoría de homología al incluir K-teoría y otras teorías extraordinarias a partir de 1955, se observó que la homología H* podría ser substituida por otras teorías, una vez que los productos de variedades fueran construidos; y ahora hay tratamientos de libro de texto con toda generalidad.
Hay muchas otras formas de dualidad geométrica en topología algebraica, incluyendo la dualidad de Lefschetz, la dualidad de Alexander y la S-dualidad (teoría homotópica).
- Datos: Q2063099